# Baie de Tōtaranui
La baie de Tōtaranui, parfois encore appelée Queen Charlotte Sound — « baie de la Reine Charlotte » —, est la seconde plus importante ria des Marlborough Sounds, en Nouvelle-Zélande.
Orientée vers l'est-nord-est, elle s'ouvre sur le détroit de Cook. Plus courte que la baie de Pelorus, elle est en revanche beaucoup plus touristique, notamment du fait de la présence de la ville de Picton sur sa rive sud. Elle est également très empruntée par les ferries effectuant la liaison entre les deux îles de la Nouvelle-Zélande.
Cette pression du tourisme et de la motorisation a été perçue plus tôt dans cette baie que dans d'autres sites moins menacés des Marlborough Sounds. Dès l'an 2000, l'association Guardians of the Sounds voit le jour pour préserver la nature de la baie et son potentiel écologique

## Topographie et toponymie
La baie de Tōtaranui est en réalité une ria ouvrant sur la côte orientale des Marlborough Sounds, donc sur le détroit de Cook. Elle est séparée du canal de Tory par l'île Arapaoa. La ria elle-même compte plusieurs îles, dont la principale est l'île Blumine.
En comptant tout son bassin versant, la baie de Tōtaranui mesure 639,45 kilomètres carrés, dont 333.4 de terres émergées et 606,05 kilomètres carrés d'eau. La ria est longue d'environ 55 kilomètres pour une largeur très variable, d'un kilomètres et demi à huit environ.
Le nom « Tōtaranui » signifie, en maori, « arbre totara », c'est-à-dire podocarpus totara.
Le nom britannique de « Reine Charlotte » fait quant à lui référence à Charlotte de Mecklembourg-Strelitz, épouse de George III.

## Hydrologie
Aucune rivière importante ne se jette dans ce bras de mer, qui ne reçoit que des petits ruisseaux. La salinité de la ria est en conséquence quasiment constante depuis l'embouchure de la baie jusqu'à sa tête.

## Faune et flore
La vie marine est assez présente dans le Tōtaranui.
Les îles Blumine et Motuara abritent des populations réintroduites de kiwis ainsi que de créadions rounoirs, et sont protégées à ce titre,,.
L'île Matapara abrite notamment des populations aviaires endémiques, comme les méliphages tui, les méliphages carillonneurs, les carpophages et les rhipiduras. C'est également un site de nidification pour le manchot pygmée et plusieurs espèces de requins. Au XIXe siècle, les rats sont introduits et deviennent envahissants. Au début du XXIe siècle, une campagne systématique de piégeage est menée par le Ministère de la Conservation, qui délègue cette mission au Mana Cruising Club Friends,,,,.

## Activités humaines

### Démographie
Les rives de la baie de Tōtaranui sont les seules de tout le système des Marlborough Sounds à abriter une véritable ville, Picton. En juin 2021, celle-ci est estimée à 4 790 habitants, contre 3 990 en 1996 ; la croissance annuelle moyenne sur vingt-cinq ans est donc de 0,73% ; mais, sur la période 2016-2021, elle s'élève à 0,99% par an. La ville est en outre le seul point de la région à être reliée au chemin de fer néo-zélandais.

### Exploitation du bois
Dans les années 1930, la forêt de Farnham commence à être exploitée pour son bois ; cette production s'accroît dans les années 1960.
La déforestation a fortement accru l'érosion du bassin-versant, entraînant une accumulation de sédiments sur les fonds marins. Les espèces indigènes étaient principalement composées de nothofagus et de podocarpes, mais le reboisement initial comprenait beaucoup de pins, espèce invasive qui menaçait l'écosystème. Une campagne du Marlborough Sounds Restoration Trust a donc été menée pour réduire l'importance des conifères.

### Tourisme et navigation

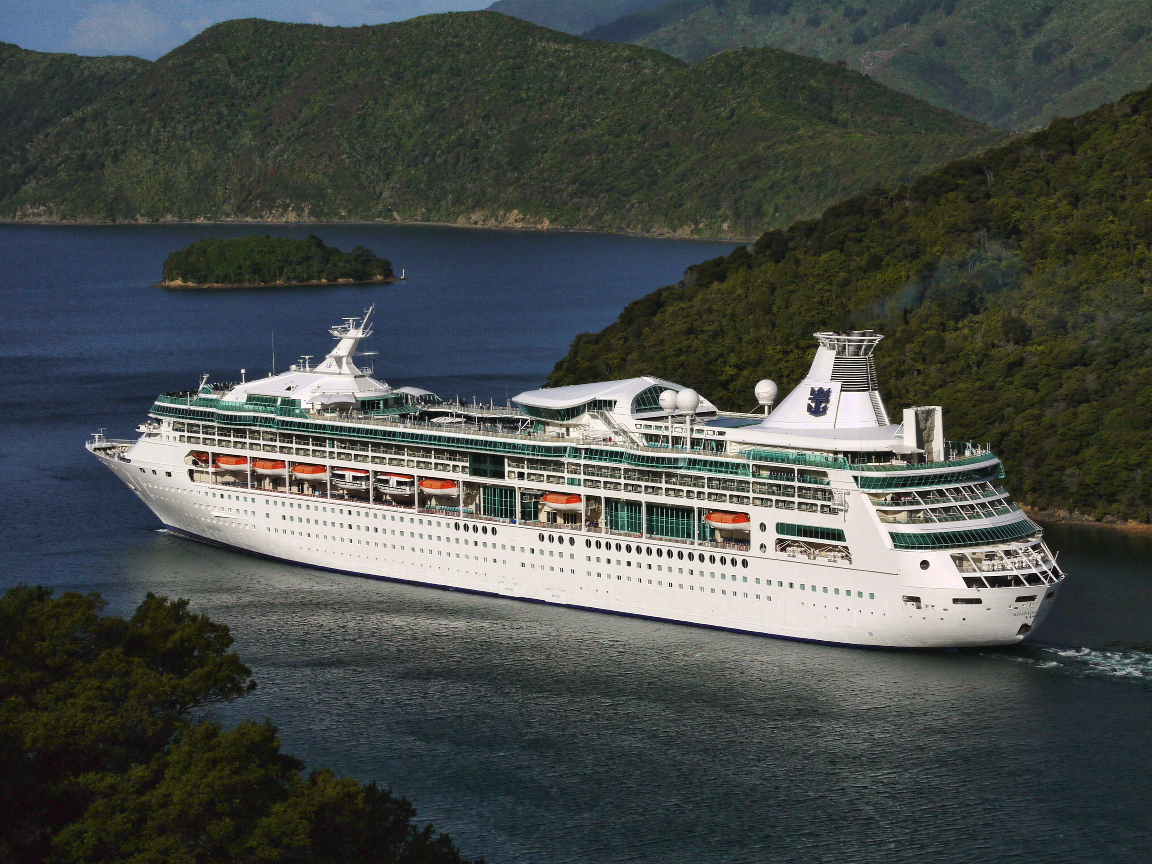
Le Rhapsody of the Seas dans le Tōtaranui en 2011.

De nombreux paquebots et navires de croisières pénètrent dans la baie de Tōtaranui, notamment pour aborder le port de Picton. Par ailleurs, de nombreuses activités récréatives y sont pratiquées, notamment le ski nautique, le jet-ski et le kayak.
Picton étant le port le plus proche de l'Île du Nord, de nombreux ferries y circulent, d'autant que les lignes ferroviaires arrivent jusqu'aux embarcadères,.

### Protection de la nature
Plusieurs îles de la partie aval de la baie sont constituées en réserve naturelle, en particulier pour la protection d'espèces aviaires rares ou endémiques : c'est le cas des Blumine, Motuara, ainsi que de Long Island, cette dernière étant en outre entourée d'un périmètre marin d'interdiction de toute activité humaine.
L'association Guardians of the Sounds est constituée en août 2000. Son premier but est la lutte contre le passage trop rapide des ferries dans le canal de Tory et la baie de Tōtaranui. Son activité s'étend ensuite à « veiller à ce que l'environnement naturel, la qualité de l'eau, la biodiversité écologique, la sécurité des personnes et de la faune des Marlborough Sounds et de leurs environs soient gérés de manière judicieuse, aujourd'hui et à l'avenir ».